# Tricladium patulum
Tricladium patulum är en svampart som beskrevs av Marvanová 1963. Tricladium patulum ingår i släktet Tricladium och familjen Helotiaceae.   Inga underarter finns listade i Catalogue of Life.